# Haven Park
『Haven Park』（ヘイブンパーク）は、ルクセンブルク在住のゲームクリエイターであるFabien Weibelが開発しMooneye Studiosより2021年8月5日に発売されたゲームソフト。

## 概要
とある島に広がる寂れたパークの再建と管理を祖母から託された小鳥のフリントの奮闘が描かれる作品。フリントは自然豊かなオープンワールドの島を散策しつつ、各所にあるキャンプ場を整備してキャンパーの動物たちを呼び込み交流を行う。
本作は開発者のFabien Weibelが初めて開発したゲームソフトで、2020年初頭に新型コロナウイルス感染症拡大への対策としてロックダウンが実施されたことがきっかけとなっている。Weibelは家にこもりがちな状況の中で開放的な気分になる体験を届けたいと考え、1年以上をかけて制作した。影響を受けたゲームソフトとして、Weibelは『A Short Hike』と『どうぶつの森シリーズ』を挙げている。
発売元のMooneye Studiosは自ら開発した最初のソフト『Lost Ember』を2019年に発売した際のノウハウを生かしてインディー開発者支援レーベル「Mooneye Indies」を立ち上げ、本作がその第1弾ソフトとなった。

## システム
本作は、島にあるキャンプ場を整備することが主な目的となる。キャンプ場には、各所で手に入る素材を用いてテントやキャンプファイヤーなど様々なものを設置できるが、キャンプ場ごとに指定されたものを設置することでキャンパーが訪れる。キャンパーと仲良くなると、サブクエストが発生したりキャンプ場に関する秘密や噂などを聞けたりすることもある。
素材の回収やクエストのクリアなどにより経験値が増え、一定値を超えるとレベルアップする。この際に加算される「スキルポイント」を消費することにより、一度に手に入る素材の数が増加するなど散策の利便性を向上させる様々なスキルをアンロックできる。